# Bastholmen (NV Sommarö, Ekenäs)
Bastholmen är en ö i Finland. Den ligger i Finska viken och i kommunen Raseborg i landskapet Nyland, i den södra delen av landet. Ön ligger omkring 91 kilometer väster om Helsingfors.
Öns area är 45,9 hektar och dess största längd är 1,3 kilometer i öst-västlig riktning.